# Tony Bennett

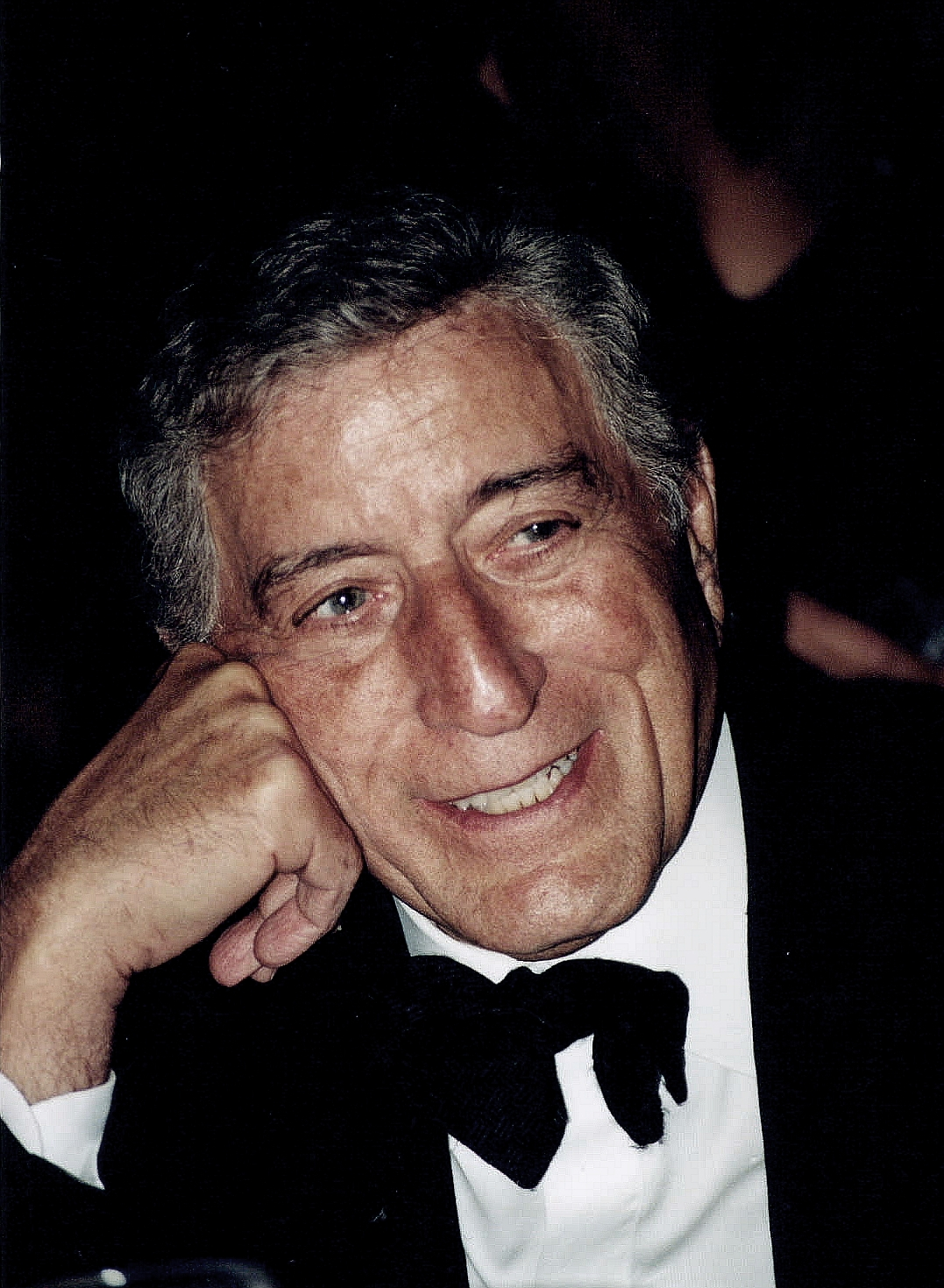
Tony Bennett, 2001

Tony Bennett (* 3. August 1926 in New York; † 21. Juli 2023 ebenda; gebürtig: Anthony Dominick Benedetto) war ein US-amerikanischer Jazzsänger und Entertainer. Er gehörte zu den populärsten Künstlern der USA, gewann 19 Grammys und verkaufte über 50 Millionen Tonträger. Mit Titeln wie I Left My Heart in San Francisco wurde er auch international bekannt. Durch Neuaufnahmen bekannter Lieder und Zusammenarbeiten mit jüngeren Künstlern erweiterte Bennett sein Publikum ab den 1980er-Jahren nochmals.

## Karriere als Sänger

### Anfänge
Bennett wurde als Sohn eines Lebensmittelhändlers und einer Schneiderin in Astoria im New Yorker Stadtbezirk Queens geboren und hatte zwei Geschwister. Er hatte bereits im Alter von 10 Jahren seinen ersten Gesangsauftritt bei den Feierlichkeiten zur Eröffnung der Triborough Bridge in New York City, besuchte bis 1942 die High School of Industrial Art (mit den Schwerpunkten Musik und Malerei) und arbeitete dann als „singender Kellner“ in italienischen Restaurants in Queens.
Er wurde 1944 zur US-Armee eingezogen und kämpfte unter anderem in der Ardennenschlacht. Er kam 1944 mit der 63. US-amerikanischen Infanteriedivision nach Deutschland und war nach Kriegsende in Mannheim stationiert. Unter dem Künstlernamen Joe Bari trat er als Sänger mit verschiedenen Militärorchestern auf. Nach seiner Rückkehr in die USA behielt er den Namen zunächst bei, vertiefte seine musikalische Ausbildung und arbeitete in zahlreichen kleineren Musikclubs seiner Heimatstadt. 1949 verpflichtete die Sängerin Pearl Bailey ihn für ihr Vorprogramm; dort wurde er von Bob Hope entdeckt und entschied sich auf Hopes Anregung für den Künstlernamen Tony Bennett.

### Erfolge der 1950er- und 1960er-Jahre bei Columbia
1950 erhielt Bennett einen Plattenvertrag bei Columbia Records und landete mit der Single The Boulevard of Broken Dreams gleich einen Achtungserfolg. In den folgenden Jahren stieg Bennett rasch zu einem der populärsten Sänger der USA auf, gab umjubelte Konzertserien im New Yorker Paramount Theatre und mit seinen Singles Because of You (1951), Cold Cold Heart (1951), Rags to Riches (1953) und Stranger in Paradise (1953) gelang ihm gleich viermal der Sprung an die Spitze der amerikanischen Charts. 1951 veröffentlichte er auch die damals noch nicht erfolgreiche Single Blue Velvet, die sich mit den Jahren zu einem echten Klassiker und einem oft gecoverten Hit entwickelte. Mit dem Lied, das auch in Großbritannien die Charts anführte, begründete Bennett seine Popularität in Europa.
Seiner ersten LP Because of You (1952) folgten 1955 das Album Cloud 7 mit dem Gitarristen Chuck Wayne (von 1954 bis 1957 Bennetts Orchesterleiter) und 1957 die LP The Beat of My Heart, auf der Bennett seine Stärken als Jazz-Sänger demonstrierte, einer Musikrichtung, der er sich begleitet von seinem neuen Pianisten und langjährigen Orchesterleiter Ralph Sharon ab 1957 verstärkt widmete. Als einer der ersten Sänger seiner Sparte arbeitete er auf zwei Alben mit Count Basie und seinem Orchester zusammen (Basie Swings, Bennett Sings, 1958; In Person! With Count Basie, 1959).
Als Urlaubsvertretung für Perry Como erhielt Bennett im Sommer 1959 für einige Wochen seine eigene Fernsehshow (The Tony Bennett Show). Als Schauspieler wirkte er 1963 in einigen Episoden der Fernsehserie 77 Sunset Strip mit und übernahm 1966 eine Rolle im Hollywood-Streifen The Oscar (dt.: … denn keiner ist ohne Schuld).
1962 gab er ein Galakonzert in der New Yorker Carnegie Hall, das von Columbia auch als Live-Album herausgebracht wurde. Daneben erschienen in rascher Folge zahlreiche weitere Studioalben bei Columbia, von denen I Left My Heart in San Francisco (1962) und I Wanna Be Around (1963) besonders erfolgreich waren. Mit der Single I Left My Heart in San Francisco gewann Bennett 1963 zwei Grammys; das Lied gilt inzwischen als eine seiner Markenmelodien. Für I Wanna Be Around (1963), Who Can I Turn To (1964) und The Shadow of Your Smile (1965) erhielt Bennett weitere Grammy-Nominierungen.
1965 trennten sich Bennett und Sharon. Der Aufforderung seiner Plattenfirma, sich auf seinen Alben stärker zeitgenössischer Pop-Musik zu widmen, kam Bennett nur mit zunehmendem Widerwillen nach und seine LPs (darunter der Achtungserfolg For Once in My Life, 1967) verkauften sich zusehends schlechter (wie etwa Tony Sings the Great Hits of Today, 1969).
1967 engagierte Bennett Torrie Zito als Tournee-Pianisten, musikalischen Leiter und zeitweise auch als Arrangeur; Zito arbeitete die nächsten sieben Jahre mit Bennett zusammen.

### Krise in den 1970er und den frühen 1980er Jahren
1972 wechselte Bennett für kurze Zeit von Columbia zum Label MGM Records. Er erhielt keinen festen Plattenvertrag mehr, nachdem MGM zwei relativ erfolglose Alben veröffentlicht hatte.
Daraufhin gründete Bennett sein eigenes Plattenlabel Improv Records, für das er zwei Alben mit Songs von Rodgers und Hart produzierte und zusammen mit dem Jazzpianisten Bill Evans seine beiden wohl besten Jazz-Alben einspielte (The Tony Bennett/Bill Evans Album 1975, Tony Bennett and Bill Evans – Together Again 1977). Doch blieb der kommerzielle Erfolg zunächst aus, so dass Bennett das Label Ende der 1970er-Jahre aufgeben musste.
Beinahe zehn Jahre lang nahm Bennett nun keine neuen Platten auf und hielt sich mit Konzertauftritten in Las Vegas über Wasser, während die Steuerbehörden zeitweise sein Haus in Los Angeles beschlagnahmten. Eine Überdosis Kokain kostete ihn 1979 beinahe das Leben.
In den frühen 1980er-Jahren fand Bennett allmählich in ein geregeltes Leben zurück, zog zurück nach New York und tat sich wieder mit Ralph Sharon und dessen Trio zusammen, während sein Sohn Danny Bennett sich fortan als Manager um die Geschäfte kümmerte. Nach einer Reihe erfolgreicher Konzertauftritte auf kleineren New Yorker Musikbühnen und in einigen populären Fernsehshows gelang Bennett 1986 ein Comeback bei seinem alten Label Columbia Records, das ihn wieder unter Vertrag nahm.

### Comeback bei Columbia ab 1986
Nach seinem erfolgreichen Wiedereinstieg bei Columbia mit Alben wie The Art of Excellence (1986) und der musikalischen Rückschau Astoria – Portrait of the Artist (1990) gewann Bennett 1993 einen Grammy für sein Jazz-Album Perfectly Frank (1992), eine Hommage an seinen Freund und Bewunderer Frank Sinatra. Schon ein Jahr später konnte er für Steppin’ Out, ein Tribut an Fred Astaire, erneut einen Grammy entgegennehmen. Mit How Do You Keep the Music Playing? etablierte Bennett auch einen zweiten Markensong.
Nachdem ein Video mit dem Titellied aus Steppin’ Out sehr erfolgreich beim Musiksender MTV gelaufen war, produzierte Bennett begleitet von Ralph Sharon 1994 MTV Unplugged: Tony Bennett, ein komplettes Jazz-Konzert-Special mit Elvis Costello und k.d. lang als Gaststars, das für Quotenrekorde sorgte und ihm beim vorwiegend jüngeren Publikum fortdauernde Popularität sicherte. Das zugehörige Columbia-Album erreichte Platin und gewann zwei Grammys.
Seither gewann Bennett mit seinen regelmäßig erscheinenden neuen Columbia-Alben, darunter Tribute an die Jazzgrößen Billie Holiday, Duke Ellington und Louis Armstrong, zahlreiche weitere Auszeichnungen; zwischen 1996 und 2011 erhielt Bennett acht weitere Grammys für das beste traditionelle Pop-Album des Jahres. Für sein Konzertspecial Live by Request – A Valentine’s Special (1996) gewann Bennett einen Emmy. 1998 wurde er in die amerikanische Big Band and Jazz Hall of Fame aufgenommen; 2001 erhielt er einen Grammy für sein Lebenswerk. Für 2006 erhielt Bennett ein Jazz Masters Fellowship der staatlichen NEA-Stiftung, die höchste Auszeichnung für Jazzmusiker in den USA.

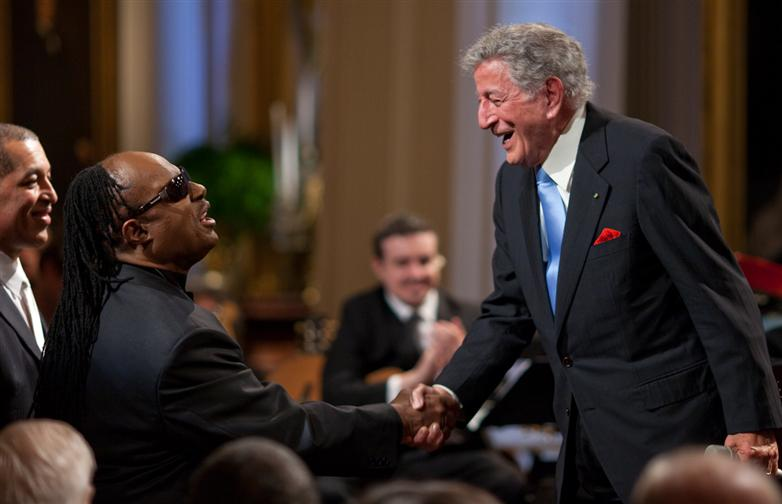
Tony Bennett trifft Stevie Wonder, 25. Februar 2009

1998 erschien Bennetts Autobiographie The Good Life, die er zusammen mit dem Jazzkritiker Will Friedwald geschrieben hatte.
Zu seinem 80. Geburtstag veröffentlichte Bennett 2006 das Album Duets – An American Classic, auf dem neu eingespielte elektronische Duette mit Künstlern wie Bono, Michael Bublé, den Dixie Chicks, Elvis Costello, Céline Dion, Billy Joel, Elton John, Juanes, Diana Krall, k.d. lang, Paul McCartney, Tim McGraw, George Michael, Barbra Streisand, James Taylor und Stevie Wonder vertreten sind. Das gleichnamige Fernsehspecial von 2006 gewann 2007 drei Emmys, darunter einen für Bennett selbst.

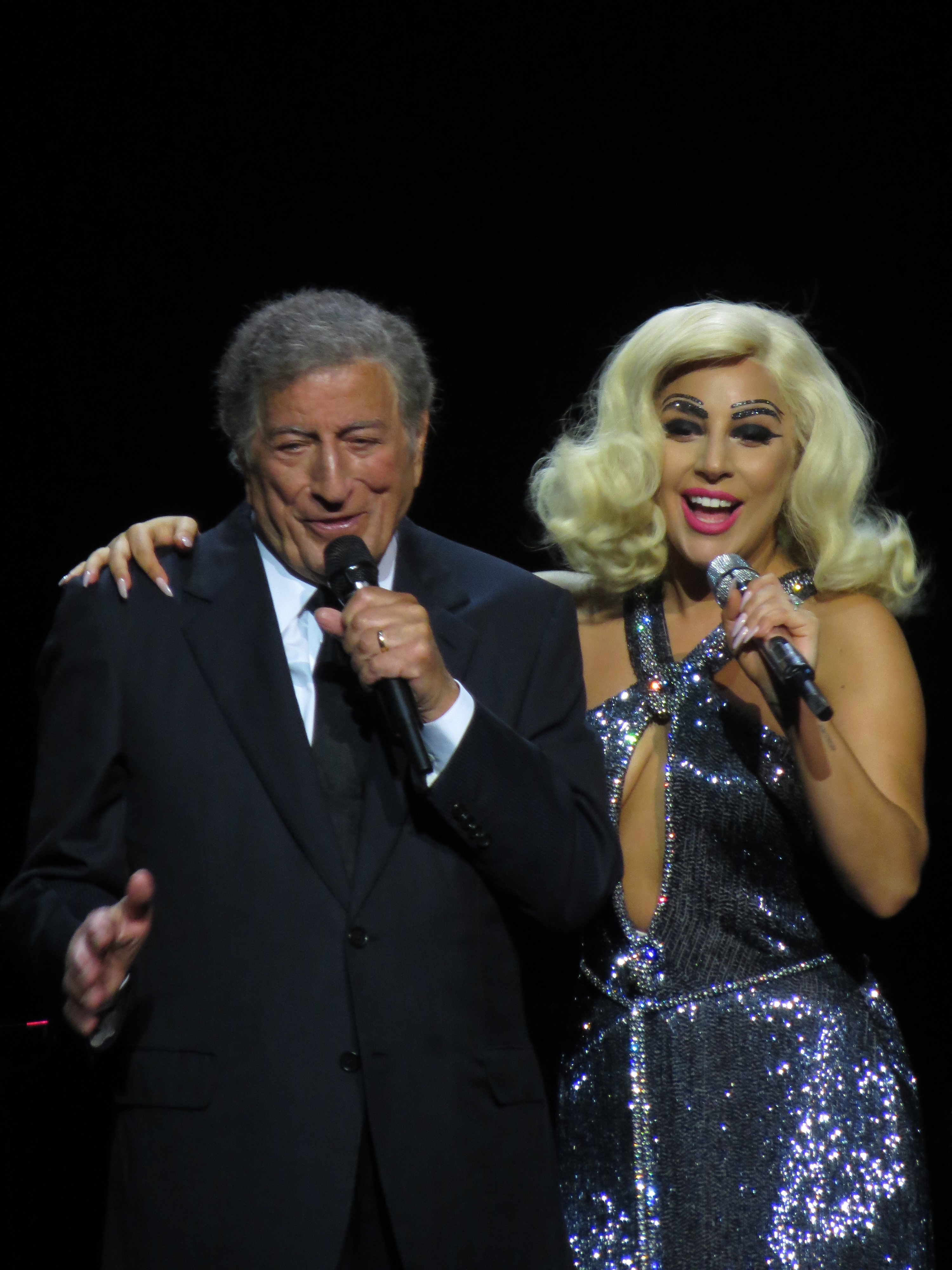
Tony Bennett mit Lady Gaga auf der Cheek to Cheek-Tournee, 2015

Bennett ging regelmäßig auf Konzerttourneen in den USA und in Europa (dort vor allem in Großbritannien und Italien), wo er etwa im Frühjahr 2007 vorwiegend mit kleiner Jazz-Combo-Begleitung zu sehen war. Seit Ralph Sharons Ausscheiden 2003 fungierte der Pianist Lee Musiker als deren Leiter. Im Oktober 2011 fand ein Konzert im London Palladium statt.
2010 war Bennett einer von rund 80 Musikern, die an dem Projekt Artists for Haiti für die Erdbebenopfer auf Haiti teilnahmen und den Song We Are the World sangen.
Kurz nach seinem 85. Geburtstag veröffentlichte Bennett im September 2011 das Album Duets II, auf dem wiederum neu eingespielte elektronische Duette mit Andrea Bocelli, Michael Bublé, Mariah Carey, Natalie Cole, Sheryl Crow, Aretha Franklin, Josh Groban, Faith Hill, Norah Jones, Lady Gaga, k.d. lang, John Mayer, Willie Nelson, Queen Latifah, Alejandro Sanz, Carrie Underwood und Amy Winehouse zu hören sind. Als bislang ältester lebender Künstler gelang ihm damit der Sprung auf die Nummer eins in den Billboard-Albencharts.
Im November 2011 veröffentlichte Sony mit Tony Bennett – The Complete Collection eine umfassende Retrospektive, die auf 73 CDs und 3 DVDs sämtliche Alben und Singles (einschließlich bislang unveröffentlichter Studioaufnahmen) sowie eine Reihe von Konzertmitschnitten enthält.
Im Oktober 2012 veröffentlichte Bennett ein drittes Duettalbum mit ausschließlich lateinamerikanischen Künstlern unter dem Namen Viva Duets, auf dem Lieder in Englisch, Spanisch und Portugiesisch interpretiert wurden. Im September 2014 folgte das Album Cheek to Cheek, das er gemeinsam mit Lady Gaga einspielte. Ein Jahr später erschien The Silver Lining, gemeinsame Aufnahmen mit Bill Charlap von Jerome-Kern-Songs. Im Oktober 2021 folgte ein weiteres gemeinsames Album mit Lady Gaga unter dem Namen Love For Sale, das Bennetts letztes Studioalbum ist.
Bereits im August 2021 gab Bennett mit Lady Gaga unter dem Titel One Last Time zwei Konzerte in der New Yorker Radio City Music Hall. Weitere Soloauftritte Bennetts, die für September 2021 angekündigt waren, wurden eine Woche später abgesagt, da Bennett auf ärztlichen Rat hin keine Konzerte mehr geben wollte.

### Erkrankung und Tod
Seine Familie machte Anfang 2021 bekannt, dass Bennett seit 2015 an Alzheimer erkrankt ist; die Diagnose sei 2016 gestellt worden. Er habe „zunehmend weniger Momente der Klarheit und des Bewusstseins“, sei aber musikalisch tätig. Bennett starb im Juli 2023, rund zwei Wochen vor seinem 97. Geburtstag.

## Familie
1952 heiratete Bennett Patricia Beech. Aus der Ehe stammen zwei Söhne: D’Andrea (genannt „Danny“) Bennett, der seit den 1980er-Jahren als Produzent und Manager für seinen Vater arbeitete, und Daegal (genannt „Dae“) Bennett, der als Toningenieur seit den 1990er-Jahren die Aufnahmen seines Vaters betreute. 1965 trennte sich das Paar, 1971 wurde die Ehe geschieden.
Aus seiner Ehe mit der Schauspielerin Sandra Grant, die er 1965 bei den Dreharbeiten zu The Oscar kennengelernt hatte, stammen zwei Töchter. 1980 ließ sich das Paar scheiden.
Seit Mitte der 1980er Jahre war Tony Bennett mit der Lehrerin Susan Crow liiert; die beiden heirateten am 21. Juli 2007.

## Malerei
Seit frühester Jugend widmete sich Bennett nahezu täglich der Malerei, insbesondere dem Aquarell, und pflegte dieses Hobby auch während seiner vielen Konzertreisen. Seine Werke, die er mit seinem Geburtsnamen Benedetto signiert, waren auf zahlreichen Ausstellungen in den USA zu sehen, unter anderem bei den Vereinten Nationen, und auch in verschiedenen europäischen Galerien, zuletzt 2005 in London. 1996 veröffentlichte Bennett zahlreiche seiner Werke in dem von ihm selbst kommentierten Bildband What My Heart Has Seen; daneben betrieb Bennett eine gesonderte, seiner Malerei gewidmete Internetpräsenz.

## Mäzenatentum
Zusammen mit seiner dritten Ehefrau gründete Bennett 1988 die Stiftung „Exploring the Arts“, die junge Nachwuchskünstler verschiedener Sparten bei ihrer Ausbildung unterstützt.
Im Gedenken an seinen Freund und Berufskollegen Frank Sinatra gründete Bennett 2001 im New Yorker Stadtteil Queens die Frank Sinatra School of the Arts, an der die Studiengänge Instrumentalmusik, Gesang, Tanz, Theater und Schöne Künste angeboten werden und deren Finanzierung Bennett mit zahlreichen Benefizauftritten unterstützte. Im September 2009 bezog die Schule ein eigenes Gebäude in Astoria, dem Stadtviertel, in dem Bennett geboren wurde.

## Auszeichnungen

### Grammy Awards
Preise
- 1962: Schallplatte des Jahres (I Left My Heart in San Francisco, Columbia-Single)
- 1962: Beste männliche Gesangsdarbietung (I Left My Heart in San Francisco, Columbia-Single)
- 1992: Bestes traditionelles Pop-Gesangsalbum (Perfectly Frank, Columbia)
- 1993: Bestes traditionelles Pop-Gesangsalbum (Steppin' Out, Columbia)
- 1994: Album des Jahres (MTV Unplugged: Tony Bennett, Columbia)
- 1994: Bestes traditionelles Pop-Gesangsalbum (MTV Unplugged: Tony Bennett, Columbia)
- 1996: Bestes traditionelles Pop-Gesangsalbum (Here’s to the Ladies, Columbia)
- 1997: Bestes traditionelles Pop-Gesangsalbum (Tony Bennett on Holiday, Columbia)
- 1999: Bestes traditionelles Pop-Gesangsalbum (Bennett Sings Ellington – Hot and Cool, Columbia)
- 2000: Lifetime Achievement Award
- 2001: Bestes traditionelles Pop-Gesangsalbum (Playing with My Friends – Bennett Sings the Blues, Columbia)
- 2003: Bestes traditionelles Pop-Gesangsalbum (A Wonderful World, Columbia) (zusammen mit k.d. lang)
- 2005: Bestes traditionelles Pop-Gesangsalbum (The Art of Romance, Columbia)
- 2006: Bestes Pop-Duett (For Once in My Life, Columbia) (mit Stevie Wonder)
- 2006: Bestes traditionelles Pop-Gesangsalbum (Duets – An American Classic, Columbia)
- 2011: Beste Popdarbietung eines Duos / einer Gruppe (Body and Soul, mit Amy Winehouse)
- 2011: Bestes Gesangsalbum – Traditioneller Pop (Duets II, mit verschiedenen Interpreten)
- 2015: Bestes Gesangsalbum – Traditioneller Pop (Cheek to Cheek mit Lady Gaga)
- 2016: Bestes Gesangsalbum – Traditioneller Pop (The Silver Lining: The Songs of Jerome Kern mit Bill Charlap)

Nominierungen
- 1963: Beste männliche Gesangsdarbietung (I Wanna Be Around, Columbia)
- 1964: Beste männliche Gesangsdarbietung (Who Can I Turn To, Columbia)
- 1965: Beste männliche Gesangsdarbietung (The Shadow of Your Smile, Columbia)
- 1990: Bestes Jazz-Gesangsalbum (Astoria – Portrait of the Artist, Columbia)
- 1994: Bestes Pop-Duett (Moonglow, Columbia, mit k.d. lang)
- 2007: Bestes Pop-Duett (Steppin’Out, Columbia, mit Christina Aguilera)
- 2009: Bestes traditionelles Pop-Gesangsalbum (A Swingin' Christmas, Columbia, mit dem Count Basie Orchestra)

### Emmy Awards
Preise
- 1996: Herausragende Darbietung in einem Musikprogramm (Live By Request – A Valentine’s Special)
- 2007: Herausragende Darbietung in einem Musikprogramm (Tony Bennett: An American Classic)

### Weitere Preise
- 2005: Kennedy-Preis

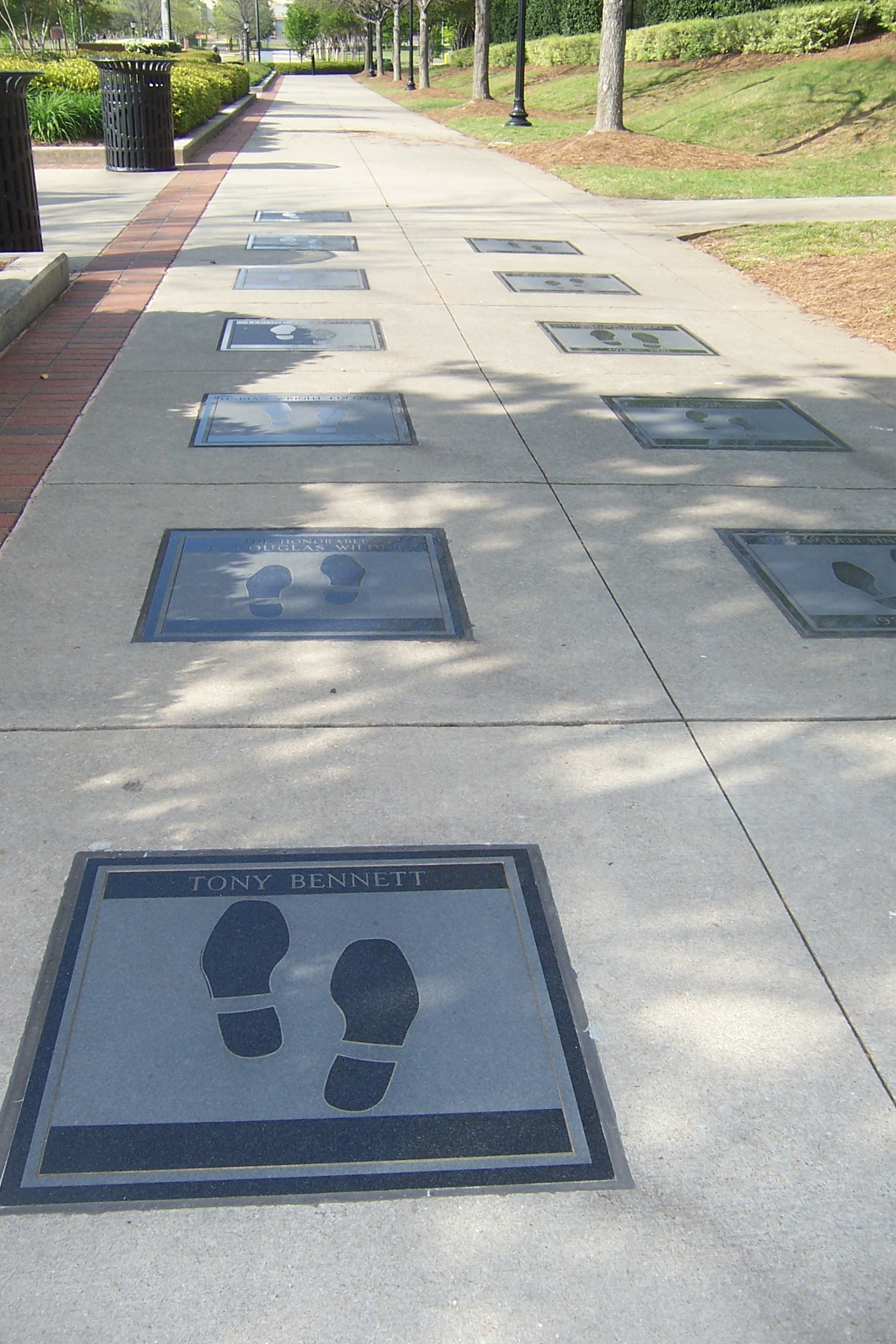
Fußabdruck von Tony Bennett am International Civil Rights Walk of Fame

- 2017: Library of Congress Gershwin Prize for Popular Song

## Diskografie
Studioalben

| Jahr | Titel                                                | Höchstplatzierung, Gesamtwochen, AuszeichnungChartplatzierungen (Jahr, Titel, Platzierungen, Wochen, Auszeichnungen, Anmerkungen) | Höchstplatzierung, Gesamtwochen, AuszeichnungChartplatzierungen (Jahr, Titel, Platzierungen, Wochen, Auszeichnungen, Anmerkungen) | Höchstplatzierung, Gesamtwochen, AuszeichnungChartplatzierungen (Jahr, Titel, Platzierungen, Wochen, Auszeichnungen, Anmerkungen) | Höchstplatzierung, Gesamtwochen, AuszeichnungChartplatzierungen (Jahr, Titel, Platzierungen, Wochen, Auszeichnungen, Anmerkungen) | Höchstplatzierung, Gesamtwochen, AuszeichnungChartplatzierungen (Jahr, Titel, Platzierungen, Wochen, Auszeichnungen, Anmerkungen) | Anmerkungen |
| Jahr | Titel                                                | DE | AT | CH | UK | US | Anmerkungen |
| ---- | ---------------------------------------------------- | --- | --- | --- | --- | --- | --- |
| 1957 | Tony                                                 | — | — | — | — | US14 (9 Wo.)US | Erstveröffentlichung: 14. Januar 1957 Produzent: Ernest Altschuler |
| 1962 | I Left My Heart in San Francisco                     | — | — | — | UK13 (14 Wo.)UK | US5 Platin · (149 Wo.)US | Erstveröffentlichung: 18. Juni 1962 Charteintritt in UK erst im Mai 1965 Produzent: Ernest Altschuler                                                                                            |
| 1963 | I Wanna Be Around …                                  | — | — | — | — | US5 (44 Wo.)US | Erstveröffentlichung: 18. Februar 1963 Produzent: Ernest Altschuler, Bandleader: Marty Manning                                                                                                   |
| 1963 | This Is All I Ask                                    | — | — | — | — | US24 (30 Wo.)US | Erstveröffentlichung: Juli 1963 Produzent: Ernest Altschuler, Bandleader: Ralph Burns feat. The Ralph Sharon Trio                                                                                |
| 1964 | The Many Moods of Tony                               | — | — | — | — | US20 (24 Wo.)US | Erstveröffentlichung: Februar 1964 Produzent: Ernest Altschuler, Bandleader: Dick Hyman feat. The Ralph Sharon Trio                                                                              |
| 1964 | When Lights Are Low                                  | — | — | — | — | US79 (12 Wo.)US | Erstveröffentlichung: 20. April 1964 Produzent: Ernest Altschuler feat. The Ralph Sharon Trio |
| 1965 | Who Can I Turn To                                    | — | — | — | — | US42 (19 Wo.)US | Erstveröffentlichung: 16. November 1964 Produzent: Ernest Altschuler, Bandleader: George Siravo feat. The Ralph Sharon Trio                                                                      |
| 1965 | If I Ruled the World: Songs for the Jet Set          | — | — | — | — | US47 (22 Wo.)US | Erstveröffentlichung: 19. April 1965 Produzent: Ernest Altschuler, Bandleader: Don Costa feat. The Ralph Sharon Trio                                                                             |
| 1966 | The Movie Song Album                                 | — | — | — | — | US18 (29 Wo.)US | Erstveröffentlichung: 31. Januar 1966 Produzent: Ernest Altschuler Bandleader: Johnny Mandel, Neal Hefti, Quincy Jones                                                                           |
| 1967 | A Time for Love                                      | — | — | — | — | US68 (18 Wo.)US | Erstveröffentlichung: 29. August 1966 Produzenten: Ernie Altschuler, Vic Lewis |
| 1967 | Tony Makes It Happen!                                | — | — | — | UK31 (3 Wo.)UK | US178 (6 Wo.)US | Erstveröffentlichung: April 1967 Produzent: Howard Roberts, Bandleader: Marion Evans |
| 1967 | For Once in My Life                                  | — | — | — | UK29 (5 Wo.)UK | US164 (7 Wo.)US | Erstveröffentlichung: Dezember 1967 Produzenten: Howard Roberts, Ernie Altschuler |
| 1969 | I’ve Gotta Be Me                                     | — | — | — | — | US137 (5 Wo.)US | Erstveröffentlichung: August 1969 Produzent: Jimmy Wisner Bandleader: Peter Matz, Torrie Zito |
| 1970 | Tony Sings the Great Hits of Today!                  | — | — | — | — | US144 (11 Wo.)US | Erstveröffentlichung: 7. Januar 1970 Produzent: Wally Gold, Bandleader: Peter Matz |
| 1970 | Tony Bennett’s Something                             | — | — | — | — | US193 (2 Wo.)US | Erstveröffentlichung: 14. November 1970 Produzent: Teo Macero, Bandleader: Peter Matz |
| 1971 | Love Story                                           | — | — | — | — | US67 (13 Wo.)US | Erstveröffentlichung: Februar 1971 Produzenten: Ernie Altschuler, Howard Roberts, Teo Macero |
| 1972 | Summer of ’42                                        | — | — | — | — | US182 (4 Wo.)US | Erstveröffentlichung: Februar 1972 Produzenten: Howard Roberts, Teo Macero |
| 1972 | With Love                                            | — | — | — | — | US167 (14 Wo.)US | Erstveröffentlichung: 1972 |
| 1972 | The Good Things in Life                              | — | — | — | — | US196 (6 Wo.)US | Erstveröffentlichung: 12. Oktober 1972 mit Robert Farnon and His Orchestra |
| 1986 | The Art of Excellence                                | — | — | — | — | US160 (8 Wo.)US | Erstveröffentlichung: 3. Mai 1986 Produzent: Danny Bennett, mit The Ralph Sharon Trio |
| 1992 | Perfectly Frank                                      | — | — | — | — | US102 Gold · (26 Wo.)US | Erstveröffentlichung: 15. September 1992 Tribute to Frank Sinatra Grammy (Best Traditional Pop Vocal Performance) Produzent: Andre Fischer                                                       |
| 1993 | Steppin’ Out                                         | — | — | — | — | US128 Gold · (16 Wo.)US | Erstveröffentlichung: 5. Oktober 1993 Grammy (Best Traditional Pop Vocal Performance) Produzent: David Kahne feat. The Ralph Sharon Trio                                                         |
| 1995 | Here’s to the Ladies                                 | — | — | — | — | US96 (9 Wo.)US | Erstveröffentlichung: 24. Oktober 1995 Grammy (Best Traditional Pop Vocal Performance) Produzent: David Kahne feat. The Ralph Sharon Trio                                                        |
| 1997 | Tony Bennett on Holiday: A Tribute to Billie Holiday | — | — | — | — | US101 (5 Wo.)US | Erstveröffentlichung: 4. Februar 1997 Grammy (Best Traditional Pop Vocal Performance) Produzenten: Tony Bennett, Danny Bennett, Phil Ramone                                                      |
| 1999 | Bennett Sings Ellington: Hot & Cool                  | — | — | — | — | US161 (3 Wo.)US | Erstveröffentlichung: 28. September 1999 Coveralbum zum 100. Geburtstag von Duke Ellington Grammy (Best Traditional Pop Vocal Performance) Produzenten: Danny Bennett, Tony Bennett, Phil Ramone |
| 2001 | Playin’ with My Friends: Bennett Sings the Blues     | — | — | — | UK96 (1 Wo.)UK | US50 (10 Wo.)US | Erstveröffentlichung: 6. November 2001 Grammy (Best Traditional Pop Vocal Album) Produzent: Phil Ramone                                                                                          |
| 2002 | A Wonderful World                                    | — | — | — | UK33 (3 Wo.)UK | US41 Gold · (18 Wo.)US | Erstveröffentlichung: 5. November 2002 Grammy (Best Traditional Pop Vocal Album) Produzent: T-Bone Burnett, mit k.d. lang                                                                        |
| 2004 | The Art of Romance                                   | — | — | — | — | US65 (5 Wo.)US | Erstveröffentlichung: 9. November 2004 Grammy (Best Traditional Pop Vocal Album) Produzent: Phil Ramone                                                                                          |
| 2006 | Duets: An American Classic                           | — | — | — | UK15 Gold · (10 Wo.)UK | US3 ×2Doppelplatin · (57 Wo.)US                                                                                                   | Erstveröffentlichung: 26. September 2006 Grammy (Best Traditional Pop Vocal Album) Produzent: Phil Ramone                                                                                        |
| 2008 | A Swingin’ Christmas                                 | — | — | — | — | US28 (9 Wo.)US | Erstveröffentlichung: 14. Oktober 2008 Produzent: Phil Ramone feat. The Count Basie Big Band |
| 2011 | Duets II                                             | DE19 (5 Wo.)DE | AT7 (7 Wo.)AT | CH14 (8 Wo.)CH | UK5 Gold · (17 Wo.)UK | US1 Platin · (35 Wo.)US | Erstveröffentlichung: 20. September 2011 Grammy (Best Traditional Pop Vocal Album) Produzent: Phil Ramone                                                                                        |
| 2012 | Viva Duets                                           | — | — | — | — | US5 (11 Wo.)US | Erstveröffentlichung: 22. Oktober 2012 |
| 2013 | The Classics                                         | — | — | — | UK35 (2 Wo.)UK | US174 (1 Wo.)US | Erstveröffentlichung: 3. September 2013 Charteintritt in UK erst im April 2014, in US erst posthum im August 2023                                                                                |
| 2014 | Cheek to Cheek                                       | DE12 (4 Wo.)DE | AT6 (13 Wo.)AT | CH7 (8 Wo.)CH | UK10 Silber · (14 Wo.)UK | US1 Gold · (30 Wo.)US | Erstveröffentlichung: 23. September 2014 Grammy (Best Traditional Pop Vocal Album) Produzent: Dae Bennett, mit Lady Gaga                                                                         |
| 2015 | The Silver Lining: The Music of Jerome Kern          | — | — | — | — | US96 (1 Wo.)US | Erstveröffentlichung: 25. September 2015 mit Bill Charlap |
| 2016 | Tony Bennett Celebrates 90                           | — | — | — | — | US35 (2 Wo.)US | Erstveröffentlichung: 16. Dezember 2016 |
| 2018 | Love Is Here to Stay                                 | DE20 (2 Wo.)DE | AT4 (7 Wo.)AT | CH12 (4 Wo.)CH | UK33 (1 Wo.)UK | US11 (4 Wo.)US | Erstveröffentlichung: 14. September 2018 mit Diana Krall |
| 2021 | Love for Sale                                        | DE5 (4 Wo.)DE | AT4 (3 Wo.)AT | CH2 (5 Wo.)CH | UK6 (2 Wo.)UK | US8 (6 Wo.)US | Erstveröffentlichung: 1. Oktober 2021 mit Lady Gaga |

grau schraffiert: keine Chartdaten aus diesem Jahr verfügbar

## Film-/TV-Auftritte
- 1959: Make Room for Daddy (TV)
- 1963: 77 Sunset Strip (TV)
- 1966: … denn keiner ist ohne Schuld als „Hymie Kelly“ (Kino)
- 1996: Daddy schafft uns alle (TV)
- 1999: Reine Nervensache (Kino, Gastauftritt)
- 2003: Bruce Allmächtig (Kino, Gastauftritt)
- 2008: #Staffel 5. Episode 2: Wie geht’s weiter? (Unlike A Virgin) Gastauftritt (TV)
- 2011: Blue Bloods – Crime Scene New York/Episodenliste#Staffel 2. Episode 1: Zurück nach Zagreb (Mercy) Gastauftritt mit Carrie Underwood (TV)
- 2014: Muppets Most Wanted

## Dokumentationen
- 2006: Tony Bennett: An American Classic. Regie: Rob Marshall.
- 2007: Tony Bennett: The Music Never Ends. Regie: Bruce Ricker.[16]
- 2012: The Zen of Bennett. Regie: Danny Bennett.[17]